# Hosta, Škofja Loka
Hosta este o localitate din comuna Škofja Loka, Slovenia, cu o populație de 80 de locuitori.